# Liste von Kraftwerken in Slowenien
Die Kraftwerke in Slowenien werden sowohl auf einer Karte als auch in Tabellen (mit Kennzahlen) dargestellt. Die Liste ist nicht vollständig.

## Installierte Leistung und Jahreserzeugung
Im Jahre 2016 lag Slowenien bzgl. der installierten Leistung mit 3,536 GW an Stelle 95 und bzgl. der jährlichen Erzeugung mit 15,46 Mrd. kWh an Stelle 88 in der Welt. Der Elektrifizierungsgrad lag 2016 bei 100 %. Slowenien war 2016 ein Nettoimporteur von Elektrizität; es exportierte 7,972 Mrd. kWh und importierte 8,359 Mrd. kWh.

## Karte
| Avče |

| Blanca |

| Bošt |

| Brestanica |

| Doblar |

| Dravograd |

| Fala |

| Formin |

| Krško |

| Krško |

| Ljubljana |

| Mariborski |

| Mavčiče |

| Medvode |

| Mel |

| Ožbalt |

| Plave |

| Solkan |

| Sostanj |

| Trbovlje |

| Vrhovo |

| Vuh |

| Vuz |

| Zlatoličje |

## Kalorische Kraftwerke
| Name des Kraftwerks | Inst. Leistung (MW) | Brennstoff      | Status             |
| ------------------- | ------------------- | --------------- | ------------------ |
| Brestanica          | 323                 | Erdgas          | in Betrieb         |
| Ljubljana           | 124                 | Kohle, Biomasse | in Betrieb         |
| Sostanj             | 1029                | Kohle, Erdgas   | in Betrieb         |
| Trbovlje            | 188                 | Kohle, Erdgas   | stillgelegt (2018) |

1. ↑  Es handelt sich um ein Heizkraftwerk.

## Kernkraftwerke
Die Kernenergie hatte 2011 einen Anteil von 42 Prozent an der Gesamtstromerzeugung; laut IAEA liegt der Anteil derzeit bei 35,9 % (Stand: Dezember 2019).
| Name  | Block | Reaktor- typ | Modell | Status     | Leistung [MWe] | Leistung [MWe] | Bau- beginn | Erste Netz- synchro- nisation | Kommer- zieller Betrieb (geplant) | Abschal- tung (geplant) | Ein- speisung [TWh] |
| Name  | Block | Reaktor- typ | Modell | Status     | Netto          | Brutto         | Bau- beginn | Erste Netz- synchro- nisation | Kommer- zieller Betrieb (geplant) | Abschal- tung (geplant) | Ein- speisung [TWh] |
| ----- | ----- | ------------ | ------ | ---------- | -------------- | -------------- | ----------- | ----------------------------- | --------------------------------- | ----------------------- | ------------------- |
| Krško | –     | PWR          | WH 2LP | In Betrieb | 688            | 727            | 30.03.1975  | 02.10.1981                    | 01.01.1983                        | –                       | 177,72              |

## Wasserkraftwerke
| Name des Kraftwerks | Inst. Leistung (MW) | Fluss | Status     |
| ------------------- | ------------------- | ----- | ---------- |
| Avče                | 185                 | Soča  | in Betrieb |
| Blanca              | 38                  | Save  | in Betrieb |
| Boštanj             | 31,5                | Save  | in Betrieb |
| Doblar              | 70                  | Soča  | in Betrieb |
| Dravograd           | 36                  | Drau  | in Betrieb |
| Fala                | 85                  | Drau  | in Betrieb |
| Formin              | 116                 | Drau  | in Betrieb |
| Krško               | 39                  | Save  | in Betrieb |
| Mariborski otok     | 60                  | Drau  | in Betrieb |
| Mavčiče             | 38                  | Save  | in Betrieb |
| Medvode             | 25                  | Save  | in Betrieb |
| Melje               | 2,26                | Drau  | in Betrieb |
| Ožbalt              | 73                  | Drau  | in Betrieb |
| Plave               | 34                  | Soča  | in Betrieb |
| Solkan              | 32                  | Soča  | in Betrieb |
| Vrhovo              | 34                  | Save  | in Betrieb |
| Vuhred              | 72                  | Drau  | in Betrieb |
| Vuzenica            | 78                  | Drau  | in Betrieb |
| Zlatoličje          | 144                 | Drau  | in Betrieb |

1. ↑  Es handelt sich um ein Pumpspeicherkraftwerk.

## Windkraftanlagen
Slowenien hatte Ende 2024 zwei Windkraftanlagen mit einer installierten Gesamtleistung von 3 MW in Betrieb, unverändert seit 2018. Der Beitrag zur benötigten Gesamtenergie war minimal, 2018 waren es 6 GWh. Acht Windparks sind in Planung, bis 2028 soll eine Leistung von 30 MW in Betrieb genommen werden.